# Brădești (Dolj)
Pour l’article homonyme, voir Brădești.
Brădești est une commune roumaine située dans le județ de Dolj.